# آندرس میتروویک
آندرس میتروویک (اسپانیایی: Andrés Mitrovic‎؛ ۲۱ مه ۱۹۲۱ – ۱۲ ژوئیهٔ ۲۰۰۸) بازیکن بسکتبال اهل شیلی بود. وی در بازی‌های المپیک تابستانی ۱۹۴۸ شرکت کرده‌است.